# Miss Merkel – Mord im Schloss
Miss Merkel – Mord im Schloss ist ein deutscher Fernsehfilm aus dem Jahr 2023 von Regisseur Christoph Schnee mit Katharina Thalbach als Angela Merkel und Thorsten Merten als Joachim Sauer. Das Drehbuch von Stefan Cantz basiert auf dem Roman Miss Merkel: Mord in der Uckermark von David Safier. Auf RTL+ wurde die Kriminalkomödie am 14. März 2023 veröffentlicht, die Erstausstrahlung auf RTL erfolgte am 21. März 2023 im Hauptabendprogramm als erste Film der Reihe Miss Merkel – Ein Uckermark-Krimi und als Teil des Programmlabels Tödlicher Dienstag. Im Juni 2023 kündigte RTL eine Fortsetzung an.

## Handlung
Nachdem die frühere deutsche Bundeskanzlerin Angela Merkel in Rente ist, ist sie mit ihrem Ehemann Joachim Sauer und ihrem Mops Helmut (benannt nach ihrem politischen Ziehvater Helmut Kohl) nach Freudenstadt gezogen, einer Kleinstadt in der Uckermark. Allerdings fällt es ihr schwer, sich nach dem stressigen Polit-Alltag in Berlin auf das beschauliche Leben auf dem Land einzustellen. Aktivitäten wie Wandern und Backen werden ihr bald zu langweilig.
Auf einem Waldspaziergang werden Merkel und Sauer beinahe von einem herangaloppierenden Ritter in Rüstung überrannt; der Personenschützer Mike kann sich in letzter Sekunde vor das Paar werfen und somit das Pferd stoppen. Freiherr Philip von Baugenwitz hat den Parforceritt unternommen, um das prominente Paar zur 500-Jahr-Feier auf sein Schloss einzuladen. Zentrales Element der Feier ist ein von ihm selbst aufgeführtes Bühnenstück, das von der Vergiftung seines Ururgroßvaters durch dessen Mätresse handelt, die später vom Kirchturm in den Tod stürzte. Während Angela ihren Joachim mit Mühe zu einem Tanz überreden kann, verkostet der Hausherr im Gewölbekeller einen Wein, den er den prominenten Gästen später kredenzen möchte. Doch kaum hat er den Pokal geleert, fällt er zu Boden und stirbt. Die Tür zum Weinkeller ist allerdings von innen verschlossen. Das nimmt der zuständige Kriminalkommissar Hannemann als klares Zeichen für einen Selbstmord, während Angela sich nicht vorstellen kann, dass sich der lebenslustige Rittersmann ausgerechnet an seinem Ehrentag umbringen würde. Sie tippt auf ein Verbrechen und stellt zunehmend forscher eigene Nachforschungen an. Personenschützer Mike ist nolens volens immer dabei.
Verdächtigt werden die ehemalige Ehefrau des Ritters, die nach wie vor als Hausdame im Schloss tätig ist und ein seltsam entspanntes Verhältnis zur aktuellen und alkoholkranken Frau
von Baugewitz pflegt. Ihre Tochter Alexa aus erster Ehe führt sich als pubertäres Biest auf und ist Influencerin. Die aktuelle Ehefrau hätte als Erbin auch ein Motiv, zudem hat sie den Gatten ja im Schauspiel schon einmal ums Leben gebracht. Geheimnistuerisch führt sich allerdings auch die Fremdenführerin Marie Horstmann auf, u. a. weil sie eine Schwangerschaft zu verheimlichen sucht. Schließlich tuschelt auch die Ortspolizistin Lena Amado auffällig mit der Ex-Gattin von Baugewitz und wird als ambitionierte Bogenschützin gezeigt – in einer späteren Szene wird Merkel im Wald von einem unsichtbaren Attentäter mit Jagdklingen-bestückten Pfeilen beschossen. Sie kann dank eines zufällig daherkommenden Trabifahrers aber unbeschadet entkommen.
Die Obduktion, an der Miss Merkel interessiert teilnimmt, ergibt den Befund, dass der Ritter an einer Vergiftung mit Schierling gestorben ist. Das entspricht dem historischen Vorbild. Bei gleicher Gelegenheit kann sie einen Schlüssel an sich nehmen, der tatsächlich zu einem Geheimgang passt, den Merkel immer postuliert hatte, weil nur ein Geheimgang zum Gewölbekeller erklären könnte, wieso die Tür von innen verschlossen war. Aber der Geheimgang führt nicht zum Keller, sondern direkt ins ritterliche Schlafgemach – er diente dazu, dem sexuell hyperaktiven Freiherrn ständig neue Liebschaften zu ermöglichen. Mit dieser Information und ein paar Dokumenten, die sie im Schlafgemach findet, kann Merkel erschließen, dass Marie Horstmann einen unehelichen Sohn des Ritters austrägt, der somit erbberechtigt wäre. Doch schließlich bringt Mikes Smartphone sie auf die richtige Spur – sie selbst darf auf Verlangen ihres Mannes nur ein Tastenhandy nutzen, um nicht zu viel vom Weltgeschehen mitzubekommen. Damit kann sie den rätselhaften Buchstaben, den der sterbende Freiherr mit Rotwein auf eine Weinkiste malte, als „@“ interpretieren und eine heiße Spur verfolgen. Indessen schlägt die aktuelle Ehefrau Pia von Baugewitz ein Treffen in der Kirche vor, weil sie wisse, wer der Mörder sei. In der Kirche treffen Merkel und Mike jedoch nach einer Verfolgungsjagd nur den Pfarrer an, während Pia vom Turm stürzt. Die historische Moritat scheint sich zu wiederholen.
Das Dénouement findet in klassischer Miss-Marple-Manier in Form eines Kaffeeklatschs im Garten von Merkels Villa statt. Alle Tatverdächtigen sind versammelt und bekommen Beweise präsentiert, die zusammengefasst besagen, dass Alexa den Freiherrn aus Männerhass umgebracht hat, um stellvertretend Rache für ihre betrogene Mutter zu nehmen. Sie mischte den Schierling in den Wein und schloss nach dem Tod des Stiefvaters die Kellertür von innen ab, um dann mit einer Taucherausrüstung in einem Weinfass abzuwarten, bis die Luft wieder rein war. Ihr Social-Media-Account zeigte sie als Taucherin wie auch als Bogenschützin, damit hatte nur sie das für die Tatverdächtige notwendige Profil. An dieser Stelle der Enthüllungen zieht die Ex-Frau Katharina von Baugewitz eine Pistole und behauptet, dass sie den ehemaligen Gatten umgebracht habe, aber das erweist sich lediglich als Versuch, die Tochter zu decken, die ihrerseits von der Information überrascht wird, dass der Stiefvater sie heimlich adoptiert hat und sie also Haupterbin wäre. Katharina kann aber von Mike und Lena Amado überwältigt werden, während Marie Horstmann durch die Aufregung vorzeitige Wehen bekommt und ins Krankenhaus gebracht werden muss. Lena Amado wird ebenfalls entlastet – sie hat mit Katharina von Baugewitz getuschelt, um bei den Sicherheitsauflagen für die 500-Jahr-Feier nicht so genau hinzusehen. Das gefällt Mike, denn Lena und er haben ein Auge auf den jeweils anderen geworfen. Kriminalkommissar Hannemann ist glücklich, weil Angela zu seinen Gunsten auf PR verzichtet und ihm in Zeitungsartikeln der Ermittlungserfolg zugeschrieben wird.
In der Schlussszene gabelt Angela ihren Joachim schlafend vor dem Fernseher auf. Die beiden gehen zu Bett, und als Joachim fest eingeschlafen ist, tauscht Angela ihre Einschlaflektüre aus: Anstelle der Memoiren von Konrad Adenauer holt sie unter der Bettdecke einen Krimi hervor mit dem Titel: „Mord auf dem Friedhof“ – der Name des zweiten Miss-Merkel-Krimis.

## Produktion und Hintergrund

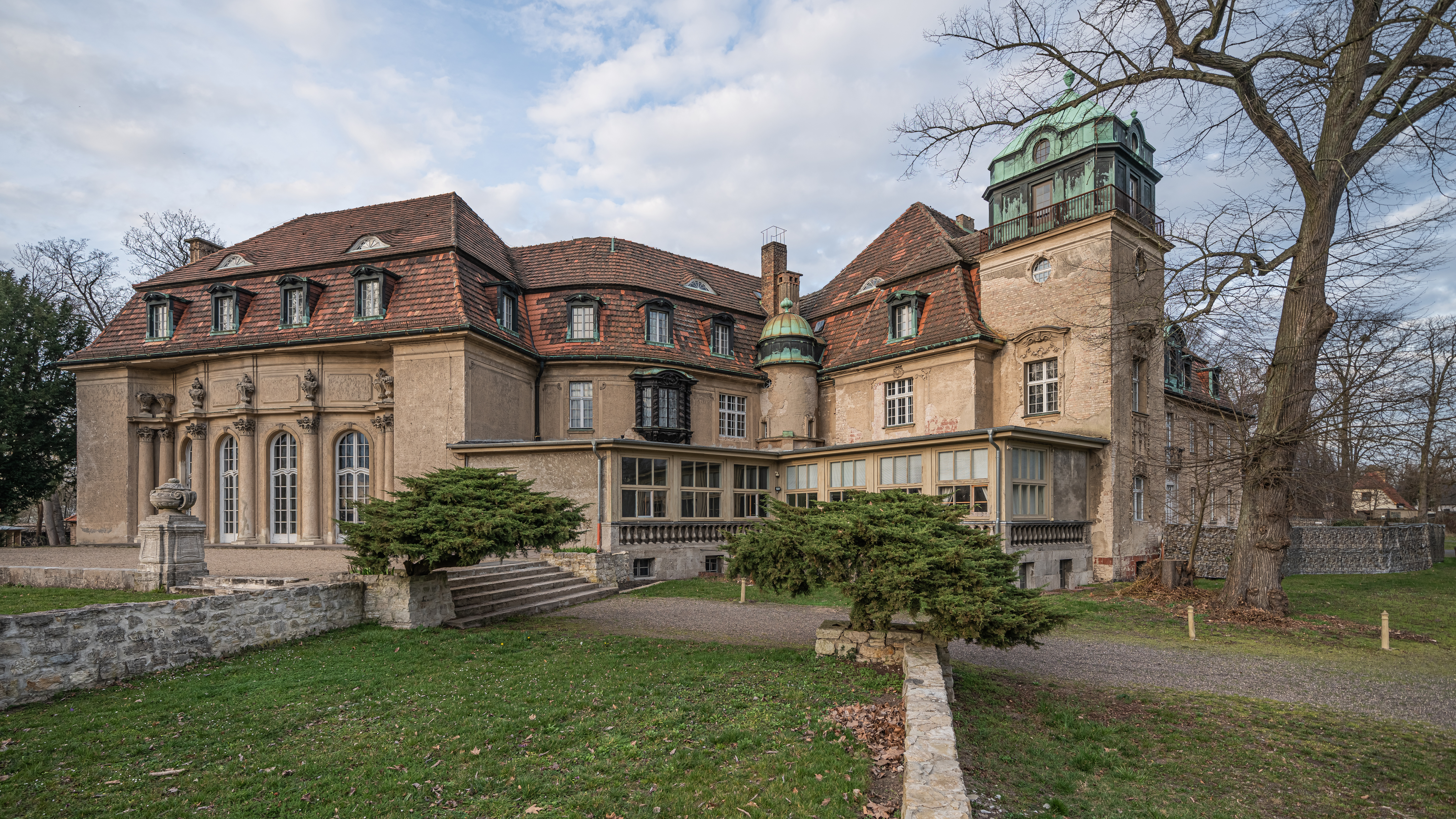
Schloss Marquardt – innere wie äußere Kulisse des Wohnsitzes der von Baugenwitz’

Die Dreharbeiten fanden vom 17. Mai bis zum 17. Juni 2022 statt, gedreht wurde in Potsdam, insbesondere auf Schloss Marquardt, in Werder (Havel) (Heilig-Geist-Kirche) und der Umgebung von Berlin.
Produziert wurde der Film von der Letterbox Filmproduktion (Produzent Holger Ellermann) im Auftrag von RTL. Die Kamera führte Sonja Rom, die Musik schrieb Frederik Wiedmann, die Montage verantwortete Bernd Schriever und das Casting Marc Schötteldreier. Das Kostümbild gestaltete Nicole Stoll, das Szenenbild Axel Nocker, das Maskenbild Astrid Schill und Doreen Kindler und den Ton Jürgen Göpfert.
Katharina Thalbach war bereits 2013 im Sat.1-Fernsehfilm Der Minister als Angela Merkel zu sehen.

## Fortsetzung
Im Juni 2023 kündigte RTL eine Fortsetzung an, die Dreharbeiten dafür wurden im Herbst 2023 abgeschlossen. Mord auf dem Friedhof wurde am 19. März 2024 erstmals ausgestrahlt.

## Rezeption

### Kritiken
Tilmann P. Gangloff vergab auf tittelbach.tv drei von sechs Sternen. Katharina Thalbach trage bisweilen etwas zu dick auf. Das Ganze sei stellenweise zwar leidlich amüsant, vom Drehbuch her überzeugten vor allem die beiläufig eingestreuten Anspielungen auf Merkels Amtszeit. Die Krimikomödie erreiche aber nie die Qualität von Christoph Schnees Weil wir Champions sind.
Stefan Genrich bewertete den Film auf Wunschliste.de mit drei von fünf Sternen und meinte, dass die Krimiparodie wie gewöhnliche Hausmannskost schmecke. Der Drehbuchautor scheine flache Gags zu lieben, der Regisseur inszeniere seine Figuren mitunter als Knallchargen. Der Film halte das Publikum durch die Leistungen der Hauptdarstellerin bei Laune und reiche für einen Abend leichter Unterhaltung.
Die FAZ meinte zum Film, von plumpen Sex-Witzen über Ex-Kanzlerinnen-Pieseln im Wald und Flatulenzen des Hundes bis zu Kalauern der billigen Sorte sei jeglicher Unsinns-Humor aus der unteren Schublade dabei.
Auf riecks-filmkritiken.de wurde der Film mit 7 von 10 Punkten bewertet, dieser setzt im Genre zwar keine neuen Maßstäbe, überzeuge aber mit seiner lockeren Art und überrasche mit gut eingesetztem Humor, der mit Hilfe der Chemie des Ermittlerduos und dem Charme von Katharina Thalbach viele Schwächen des Films kaschieren könne.

### Quote
In Deutschland sahen den Film im März 2023 bei Erstausstrahlung 3,12 Millionen Personen, der Marktanteil betrug 13,6 Prozent.
In Italien wurde der Film im Juli 2024 auf Rai 2 erstmals gezeigt und von rund 600.000 Sehern verfolgt. In den USA sicherte sich MHz Choice die Rechte an der US-Ausstrahlung der beiden Fernsehfilme.